# Мандзюк, Александр Васильевич
Алекса́ндр Васи́льевич Мандзюк (укр. Олександр Васильович Мандзюк; род. 10 января 1983, Вилино) — украинский футболист, нападающий.

## Биография
В ДЮФЛ выступал за УОР Симферополь. В 2001 году попал в симферопольский «ИгроСервис». В 2004 году попал в хмельницкое «Динамо». Весну 2004 года провёл в киевской «Оболони». В Высшей лиге дебютировал 24 апреля 2004 года в матче против донецкого «Шахтёра» (2:0). В зимние межсезонье сезона 2006/07 перешёл в ФК «Львов». После выступал за «Княжу» из села Счастливое.
Зимой 2009 года снова перешёл в клуб «Львов».

## Достижения
- Победитель Второй лиги Украины: 2007/08
- Серебряный призёр Второй лиги Украины: 2002/03
- Бронзовый призёр Второй лиги Украины: 2001/02

## Личная жизнь
Его младший брат Виталий также профессиональный футболист.